# Nationalt topdomæne
Et nationalt topdomæne er et topdomæne reserveret til (og ofte brugt af) et land eller et afhængigt territorium. De er alle to bogstaver lange og de fleste svarer til ISO 3166-1-standarden for landekoder. Der er dog en lang række undtagelser.

## ISO 3166-1 koder, der ikke bliver brugt som nationale topdomæner
Koderne EH og KP, der teoretisk burde være tilgængelige for henholdsvis Vestsahara og Nordkorea er aldrig blevet tildelt, og eksisterer ikke i DNS. Tilsvarende er de nye ISO-koder CS (for Serbien og Montenegro) ikke blevet registreret som nationale topdomæner endnu (CS var i øvrigt tidligere tildelt til Tjekkoslovakiet). TL (Østtimor efter uafhængigheden) er stadig ved at erstatte det tidligere TP.
Alle andre koder er blevet tildelt og anvendes i DNS. Nogle af dem bliver dog ikke brugt overhovedet. De norske territorier Bouvetøen (.bv) og Svalbard (.sj) har således ikke et eneste subdomæne, og norsk politik er indtil videre ikke at tildele disse.
Endvidere findes der kun ét .gb-domæne. GB er tildelt det Forenede Kongerige, men der accepteres ikke nye domæner, og domæner i England, Skotland, Wales og Nordirland bruger i stedet .uk.

## Nationale topdomæner, der ikke er ISO 3166-1-koder
- .su, den forældede kode for det tidligere Sovjetunionen. Lederne af .su-domænet udtalte i 2001, at de fortsat ville acceptere oprettelsen af nye domæner.
- .ac, .gg, .im og .je, der alle eksisterer som universelle postkoder.
- .eu, der ikke er i ISO 3166-1, men reserveret ifølge denne.
- .tp, der var den tidligere kode for det ikke-uafhængige Østtimor. Denne udfases langsomt.
- .yu, den tidligere kode for Serbien og Montenegro, da disse stadig var kendt som Jugoslavien